# Joan Chen
Joan Chen, ursprungligen Chen Chong, född 26 april 1961 i Shanghai, är en kinesisk-amerikansk skådespelare, manusförfattare, filmregissör och filmproducent. Hennes internationella genombrott kom år 1987 i den niofaldigt Oscarbelönade filmen Den siste kejsaren.

## Filmografi i urval
- 1985 – Miami Vice (TV-serie)
- 1986 – Tai-Pan
- 1987 – Den siste kejsaren
- 1989 – Dödsmatchen
- 1990–1991 – Twin Peaks (TV-serie) (30 avsnitt)
- 1991 – Wedlock
- 1993 – Himmel och jord
- 1994 – På farlig mark
- 1995 – Judge Dredd
- 1996 – Fortune Hunters
- 1998 – The Outer Limits (TV-serie)
- 2004 – Saving Face
- 2007 – Lust, Caution

## Regi i urval
- 1998 – Xiu Xiu: The Sent Down Girl (pinyin: Tiān Yù)
- 2000 – Höst i New York